# Walter Montgomery
Pour les articles homonymes, voir Montgomery.
Richard Tomlinson connu sous le pseudonyme de Walter Montgomery, né le 25 août 1827 à Long Island et mort à Londres le 1er septembre 1871, est un acteur américain. 
Il apparait dans de nombreuses pièces de Shakespeare (Othello, 1863 ; Hamlet, 1865) puis poursuit sa carrière dès 1868 en Australie après avoir reçu beaucoup de critiques pour son jeu en Angleterre. 
De retour à Londres en 1871, il s'y donne la mort. 

## Biographie
Sa première apparition à Londres a lieu au Princess's Theatre (en), le 20 juin 1863, dans Othello. Le 24, il joue Roméo et Juliette puis, sous sa propre direction, apparaît dans Shylock, le 22 août. Au mois de mars suivant, il donne, au St. James's Hall, des lectures de Shakespeare, de Thomas Hood, d'Alfred Tennyson, de Thomas Babington Macaulay et de The Ingoldsby Legends (en). 
Au Theatre Royal de Drury Lane, Montgomery remplace Samuel Phelps (en) le 6 mars 1865 dans Cymbeline, dans le rôle de Leonatus Posthumus et en avril, au profit de James Robertson Anderson (en), qui interprète Mark Antony, il interprète Cassius dans Jules César. En juillet, il entreprend une gestion temporaire du Haymarket, où, avec Madge Robertson (en) (Mrs Kendal) dans le rôle d'Ophelia, il apparait le 29 dans le rôle de Hamlet. Il joue également, entre autres, Claude Melnotte dans The Lady of Lyons (en) et tient le premier rôle de Lorenzo dans Fra Angelo, une tragédie en vers blanc de William Clark Russell (en). 
Le 31 juillet 1871, il entame avec Hamlet une courte saison au Gaiety Theatre, au cours de laquelle il interprète également Meg Merrilies (Guy Mannering). Le 1er septembre, au 2 Stafford Street, Bond Street, il se suicide. 
Il est inhumé au cimetière de Brompton.